# Кул-Шариф
Мечеть «Кул-Шариф» (тат. Кол Шәриф мәчете) — главная джума-мечеть республики Татарстан и города Казани (с 2005 года), расположенная на территории Казанского кремля. Одна из главных достопримечательностей города. Носит имя последнего сеида Кул Шарифа, одного из предводителей обороны Казани в 1552 году.
Строилась в 1996—2005 годах.

## Описание
Строительство мечети было начато в 1996 году как воссоздание легендарной многоминаретной мечети столицы Казанского ханства, центра религиозного просвещения и развития наук Среднего Поволжья XVI столетия. Историческая мечеть была разрушена в октябре 1552 года во время штурма Казани войсками Ивана Грозного. Воссозданная мечеть названа в честь последнего имама сеида Кул Шарифа, одного из предводителей обороны Казани.
Мечеть находится в западной части Казанского кремля, в центре собственной площади-двора. Комплекс мечети представляет собой композицию из главного здания (с шестью минаретами и двумя пристроенными по бокам полупавильонами) и отдельно стоящего двухэтажного административно-хозяйственно-пожарного павильона, выполненного в такой же стилистике. Комплекс и площадь мечети пространственно увязаны с окружением (бывшим юнкерским училищем и юго-западной фасадной стеной кремля) с целью придания размещаемому объекту градостроительной значимости и обогащения панорамы кремля, обозреваемой как визитная карточка города с площади Тысячелетия и реки Казанка.
Внутреннее пространство мечети рассчитано на полторы тысячи человек; кроме того, на площади перед ней могут разместиться ещё десять тысяч человек.

## История

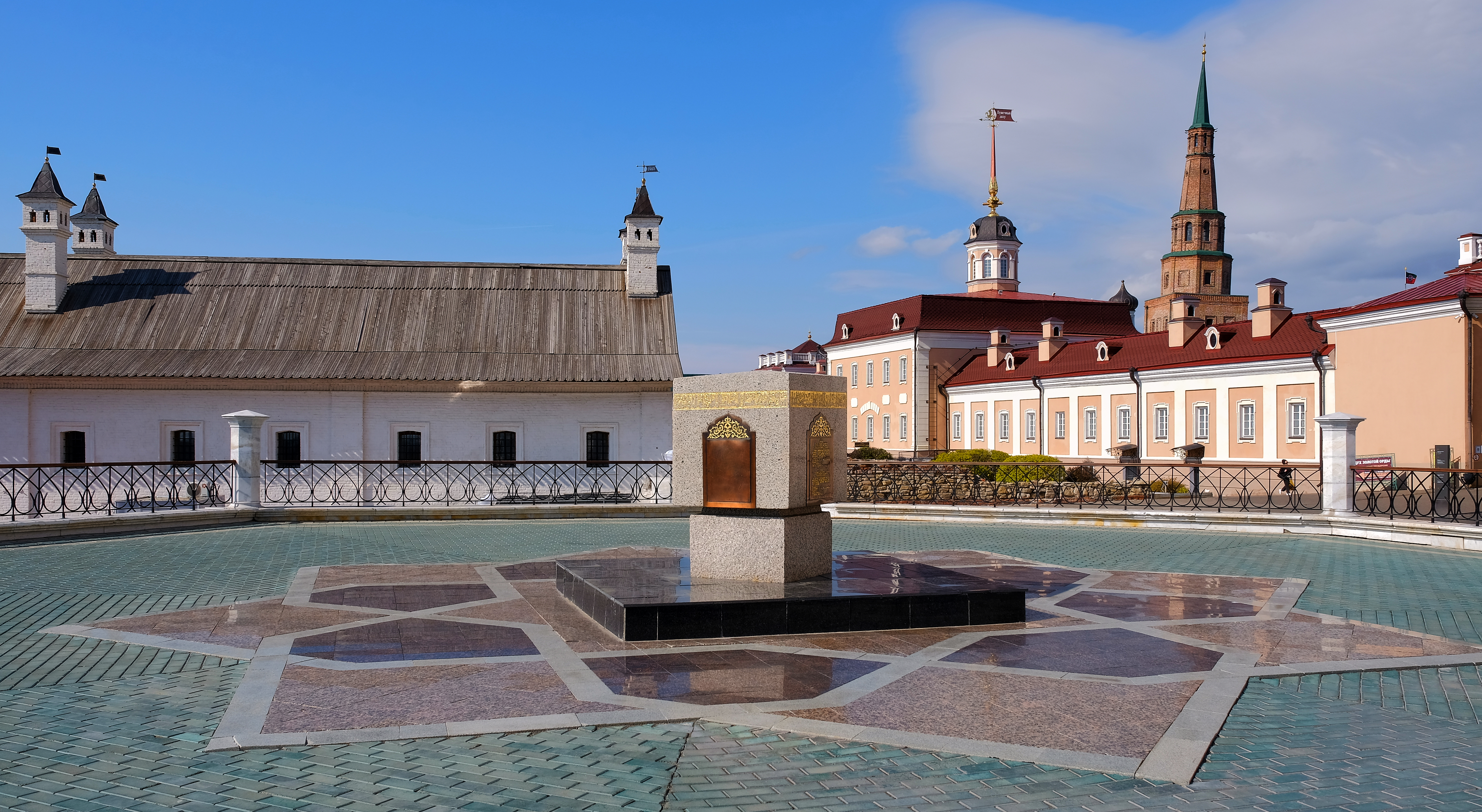
Закладной камень мечети Кул-Шариф

2 октября 1552 года русское войско взяло столицу Казанского Ханства. Во время обороны Казани её главным руководителем был сеид Кул Шариф, первый татарский имам Волжской Булгарии. Защитники столицы оказывали упорное сопротивление, но в ходе штурма все погибли, в том числе и сам Кул Шариф. Весь город охватил пожар, главная многобашенная мечеть также почти полностью сгорела и была разрушена.
Осенью 1995 года Президент Татарстана Минтимер Шаймиев подписал указ о воссоздании мечети. Зимой 1996 года был объявлен республиканский конкурс на проектирование по возрождению мечети Кул-Шариф. Архитектурное проектирование мечети начиналось коллективом архитекторов — победителей конкурса Ш. Х. Латыповым, М. В. Сафроновым, А. Г. Саттаровым и И. Ф. Сайфуллиным. Строительство, стоимость которого оценивается в сумму около 400 млн рублей (сметная — более 500 млн рублей), в основном велось на пожертвования. Участие в пожертвованиях приняло более 40 тысяч граждан и организаций, записи о которых внесены в книги в главном зале мечети.
Для строительства была выбрана территория бывшего юнкерского училища. Летом 2001 года строительство здания мечети в основном было завершено с установкой шпилей и куполов. Открытие мечети состоялось 24 июня 2005 года — к 1000-летнему юбилею Казани.

## Архитектура
Высота каждого из четырёх основных минаретов 58 метров. Также имеется два малых минарета. Купол высотой 39 метров и диаметром 17 метров декорирован внутри формами, ассоциирующимися с образом и декоративными деталями «Казанской шапки».
Архитектурное многоминаретное решение внешнего облика мечети достигнуто благодаря разработке смысловых элементов[каких?], сближающих архитектуру мечети с местными традициями. Гранит и мрамор привезены с Урала, внутреннее убранство — ковры — дар правительства Ирана, цветная хрустальная люстра диаметром пять метров и весом почти две тонны сделана в Чехии, витражи, лепнина, мозаика и позолота.
Внутри мечети (справа и слева по отношению к главному залу) имеются два смотровых балкона для экскурсий.
В главном здании мечети размещены Музей исламской культуры и истории распространения ислама на территории Поволжья, комната для проведения торжественного свадебного обряда — никаха, а также кабинет имама.
Здания мечети облицованы белым мрамором (на закате отливающим розоватыми тонами), купол и шпили минаретов имеют окраску бирюзового цвета. Фасад главного здания украшен бронзовыми металлическими надписями исламской тематики и гранями порталов. На площади-дворе уложена декоративная тротуарная плитка с зелёными и красными орнаментами (в цветах флага Татарстана). Мечеть имеет эффектную ночную архитектурную подсветку.

## Литература

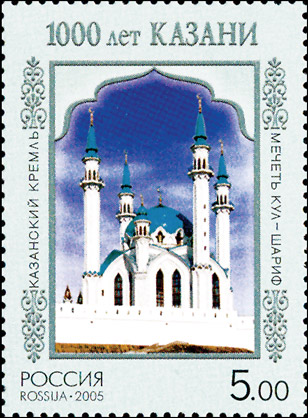
Мечеть на почтовой марке России, посвящённой 1000-летию Казани

## Галерея

Вестибюль
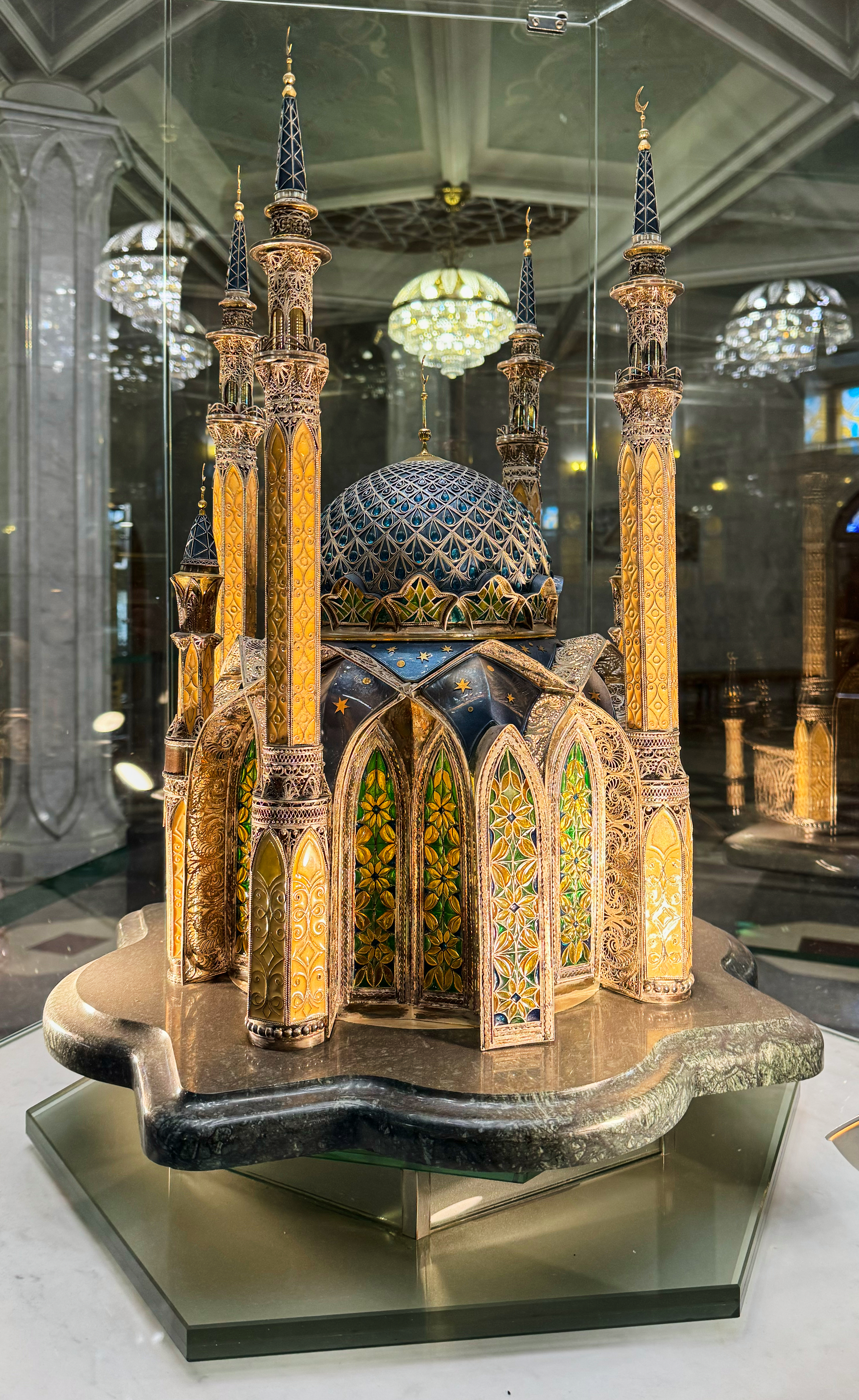
Макет мечети в вестибюле
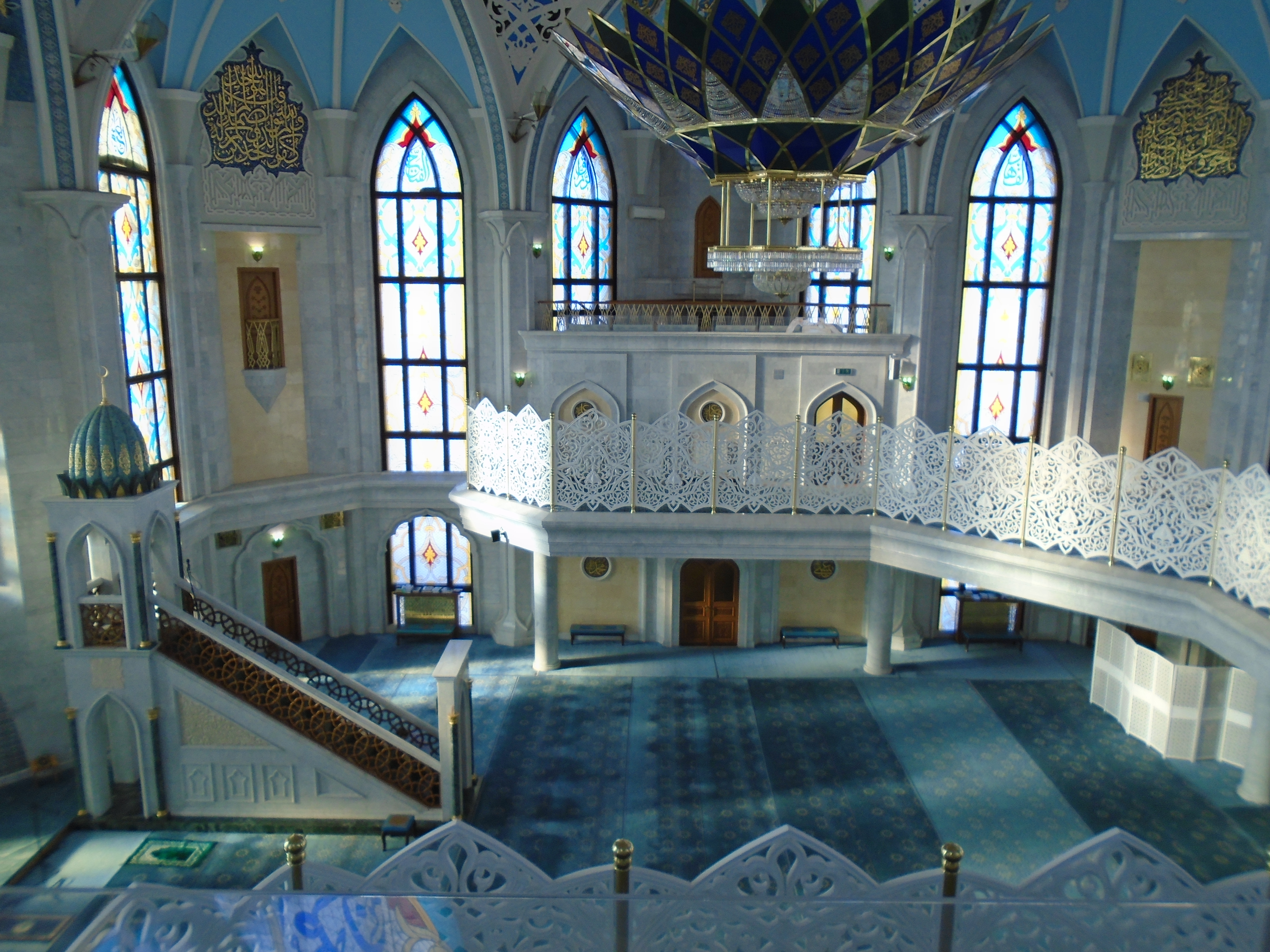
Минбар и главный зал
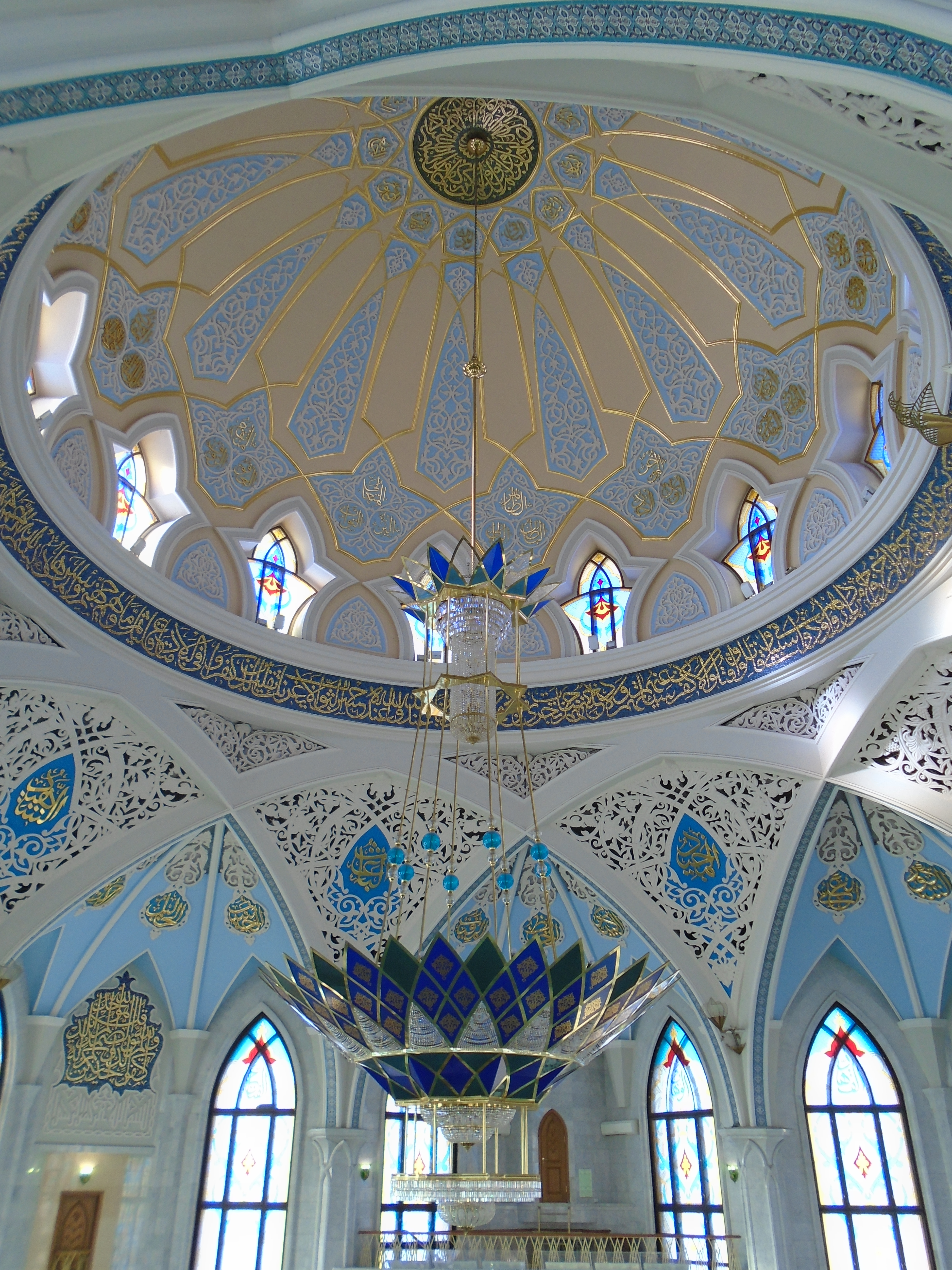
Купол и люстра
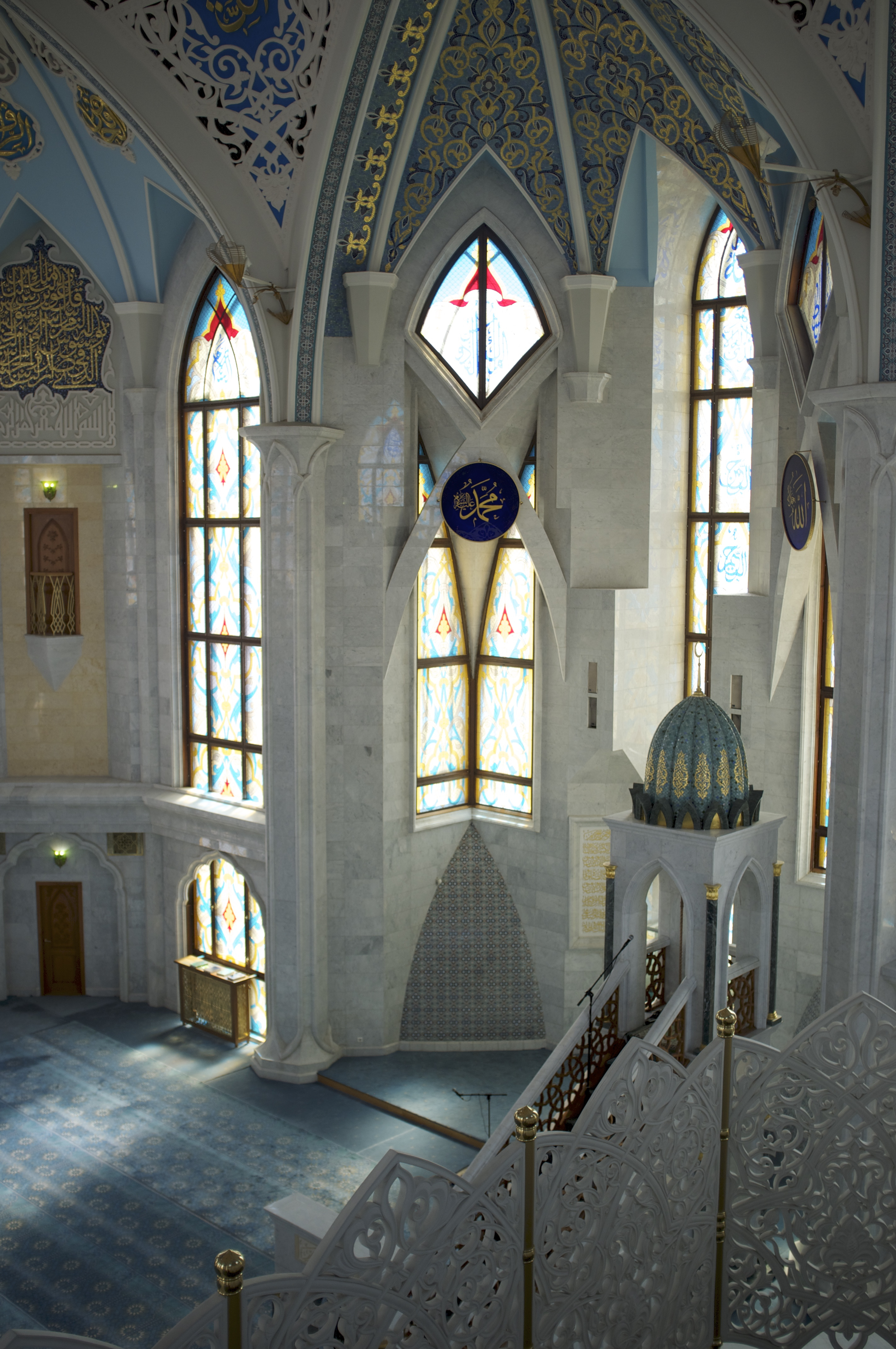
Михраб
Витражи
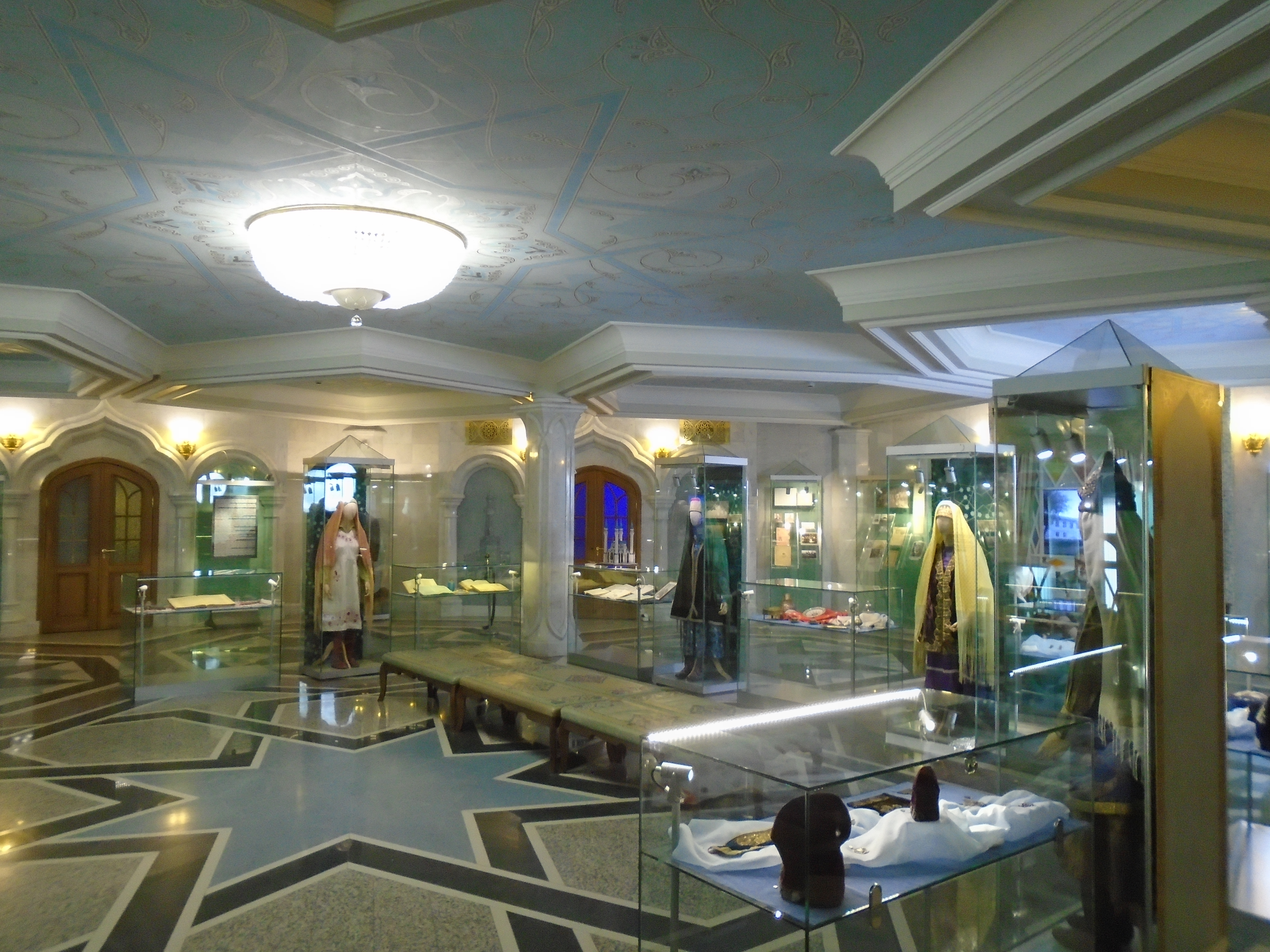
Музей исламской культуры